# Герцог де Сент-Эньян
Герцог де Сент-Эньян (фр. duc de Saint-Aignan) — французский дворянский титул, принадлежавший роду Бовилье.

## История
Земля Сент-Эньян-сюр-Шер, одна из наиболее значительных в провинции Берри, первоначально входила в состав округа Иссуден, от которого была отделена постановлением 10 апреля 1440 и включена в бальяж Блуа, от которого находилась в девяти лье.
В древности это владение носило титул баронии и было частью графства Блуа, пока Эд II Блуа-Шампанский не дал ее во фьеф при условии клятвы и оммажа Жоффруа де Донзи, второму сыну Жоффруа Сомюрского и Матильды Шалонской.
Аньес де Донзи, дочь Эрве IV де Донзи, графа Неверского, и Матильды де Куртене, вторым браком вышла за Ги IV де Шатийона, графа де Сен-Поля, которому этот брак принес баронию Сент-Эньян, жителям которой он, с согласия супруги, предоставил вольности.
Иоланда де Шатийон наследовала своему брату Гоше и в 1227 году принесла баронию Сент-Эньян в числе прочих владений своему мужу Аршамбо IX де Бурбону. Матильда де Бурбон, вышедшая замуж за  Эда Бургундского, передала Сент-Эньян в Старший Бургундский дом. Алиса Бургундская, третья дочь от этого брака, получила при разделе семейных владений графство Осер и баронию Сент-Эньян, которые по браку в 1273 году передала Жану де Шалону, сеньору де Рошфору.
Маргерит де Шалон, дочь Луи де Шалона, графа де Тоннер, и Мари де Партене, вышла за Оливье де Юссона, получившего графство Тоннер и баронию Сент-Эньян.
В дом Бовилье эта сеньория перешла в 1496 году по браку Луизы де Юссон-Тоннер, дамы де Сент-Эньян, дочери Шарля де Юссона, графа де Тоннер, и Антуанетты де Латремуй, с Мери де Бовилье, бароном де Ла-Ферте-Юбер.
Клод де Бовилье, барон де Ла-Ферте-Юбер, губернатор Блуа, добился возведения Сент-Эньяна в ранг графства жалованной грамотой Франциска I, данной в Кремьё в апреле 1537, перед Пасхой, и зарегистрированной 4 июня.
Людовик XIV возвел Сент-Эньян в пользу графа Франсуа де Бовилье и его мужских потомков в ранг герцогства-пэрии жалованной грамотой, данной в декабре 1663, и зарегистрированной Парламентом 15 декабря и Счетной палатой 19 июня 1670.
Баронии Ла-Саль и Ла-Лардьер были объединены с герцогством-пэрией Сент-Эньян и баронией Люссе, до этого зависевшей от графства Блуа, жалованной грамотой, данной в Версале в феврале 1702, зарегистрированной 7 сентября 1705.
Титул герцога де Сент-Эньян был упразднен со смертью последнего мужского представителя дома Бовилье герцога Шарля-Поля-Франсуа де Сент-Эньяна.

## Графы де Сент-Эньян
- 1537 — 1539 — Клод I де Бовилье (ум. 1539)
- 1539 — 1557 — Рене де Бовилье (ум. 1557), брат предыдущего
- 1557 — 1583 — Клод II де Бовилье (ок. 1543—1583), сын предыдущего
- 1583 — 1622 — Онора де Бовилье (1579—1622), сын предыдущего
- 1622 — 1663 — Франсуа де Бовилье (1610—1687), сын предыдущего

## Герцоги де Сент-Эньян
- 1663 — 1679/1687 — Франсуа де Бовилье (1610—1687)
- 1679/1687 — 1706 — Поль де Бовилье (1648—1714), сын предыдущего
- 1706 — 1738 — Поль-Ипполит де Бовилье (1684—1776), брат предыдущего
- 1738 — 1742 — Поль-Франсуа де Бовилье (1710—1742), сын предыдущего
- 1742 — 1757 — Поль-Луи де Бовилье (1711—1757), брат предыдущего
- 1757 — 1771 — Поль-Этьен-Огюст де Бовилье (1745—1771), сын предыдущего
- 1771 — 1794 — Поль-Мари-Виктор де Бовилье (1766—1794), сын предыдущего
- 1794 — 1811 — Раймон-Франсуа де Бовилье (1790—1811), сын предыдущего
- 1811 — 1828 — Шарль-Поль-Франсуа де Бовилье (1746—1828), двоюродный дядя предыдущего